# Louis Ellmenreich
Louis Ellmenreich (* 8. Dezember 1839 in Schwerin; † 16. April 1912 in Hannover) war ein deutscher Schauspieler und Regisseur sowie Theaterdirektor.

## Leben

### Familie
Louis Ellmenreich entstammte der im 18. und 19. Jahrhundert bekannten Schauspielerfamilie Ellmenreich. Sein Urgroßvater war der Sänger Christian Brandl († 1795), sein Großvater der Schauspieler Johann Baptist Ellmenreich (1770–1816), seine Großmutter die Schauspielerin Friederike Ellmenreich geborene Brandl.
Als ältestes von vier Kindern der Marie, geborene Lauber (1817–1888), und des Sängers und Theaterdirektors Albert Ellmenreich (1816–1905), war Louis der Bruder etwa von August Ellmenreich (1851–1928) und Franziska Ellmenreich (1847–1931).

### Werdegang
Louis Ellmenreich wurde von seinem Vater ausgebildet, bevor er 1856 in Schwerin debütierte. Während er anfangs vor allem als jugendlicher Held und Liebhaber auftrat, waren seine späteren Rollen vornehmlich die des Ersten Helden und des Bonvivants.
Ellmenreich spielte auf den Bühnen von Görlitz, Riga, Bremen, Leipzig, Breslau und am Victoria-Theater in Berlin, außerdem in Mainz, Mannheim, Freiburg im Breisgau und Danzig. In Danzig wurde er Mitglied der Freimaurerloge Eugenia zum gekrönten Löwen.
Um 1880 wurde Louis Ellmenreich Mitglied des Ensembles des Hoftheaters in Hannover, trat als solcher sowohl in klassischen wie auch modernen Bühnenstücken auf.
Ab 1888 wirkte Ellmenreich zudem als Oberregisseur am hannoverschen Hoftheater.

## Archivalien
An Archivalien von und zu Louis Ellmenreich finden sich beispielsweise
- ein dreiseitiger Brief von Louis Ellmenreich vom 21. Juli 1871 aus Stettin an eine unbekannte Person, unter der Signatur 52 in der Staats- und Universitätsbibliothek Hamburg Carl von Ossietzky, erfasst im Kalliope-Verbund[4]